# Ursula Block
Ursula Block (* 1938 in Düsseldorf) ist eine deutsche Plattenladeninhaberin, Galeristin und Kuratorin von Musik und Kunst, v. a. künstlerischer Arbeiten, die sich mit Musik und dem Medium Schallplatte befassten. Von 1981 bis 2014 betrieb sie die Galerie „Gelbe Musik“ in Berlin.

## Leben
Nach einem Design- und Bühnenbildstudium, u. a. Dekorative Malerei an der Kölner Werkschule, zog Block 1962 von Köln nach Berlin, wo sie den Galeristen und Ausstellungsmacher René Block kennenlernte, den sie später heiratete. René Block stellte seit den 1960er Jahren in seinen Galerieräumen in Berlin-Schöneberg verstärkt Werke von Künstlern der Minimal Art, des Kapitalistischen Realismus und Arbeiten von Fluxus-Künstlerinnen und -Künstlern aus. 1969 zog er mit seiner Galerie in die Schaperstraße in Berlin-Wilmersdorf. Ursula Block betreute diese in den 1970er Jahren.
1981 eröffnete Ursula Block in ehemaligen Lagerräumen der Galerie ihres Mannes ihre Schallplattenhandlung und Galerie „Gelbe Musik“, in der sie Schallplatten, CDs und Partituren verkaufte und Arbeiten von Künstlerinnen und Künstlern ausstellte, die sich mit Musik und ihren Medien wie Partituren oder Schallplatten auseinandersetzten. (Der Name der Galerie nimmt Bezug auf Wassily Kandinskys Beobachtung einer beunruhigenden Wirkung der Farbe Gelb.) Die Gelbe Musik wurde zum Treffpunkt von Künstlerinnen und Künstlern verschiedener Bereiche wie bildende Kunst, Musik, Dichtkunst, Klangkunst, Performance und Tanz, darunter Die Tödliche Doris, Henning Christiansen, John Cage, Nam June Paik, Terry Fox, Yoko Ono, Sonic Youth und Björk.
Neben den Ausstellungen in der Gelben Musik nahm Block 1982 mit der Gelben Musik an der documenta 7 in Kassel teil,  kuratierte 1988 gemeinsam mit Chistian Marclay die Ausstellung Extended Play in der Emily Harvey Gallery in New York und 1989 ihre Ausstellung Broken Music. Artistsʾ Recordworks (1989), die in Berlin, Den Haag und Grenoble gezeigt wurde. 2003 beteiligte sie sich mit einer Sound Bar an der Ausstellung Conceptualisms in der Akademie der Künste in Berlin, 2008 gewährte sie im Rahmen der 5. Berlin Biennale Einblick in ihr Archiv. 2014 schloss Block die Gelbe Musik.
Block ist Gründungsmitglied des Vereins Freunde Guter Musik Berlin, der 1983 ins Leben gerufen wurde.
2019 erwarb die Berliner Nationalgalerie – Staatliche Museen zu Berlin mit Mitteln der Ernst von Siemens Stiftungen für Musik und Kunst einen Bestand von ca. 500 Schallplatten aus der Sammlung Blocks. Der angekaufte Bestand bildete den Kern der 2022 eröffneten Ausstellung Broken Music Vol. 2 in der Nationalgalerie im Hamburger Bahnhof – Museum für Gegenwartskunst in Berlin.

## Veröffentlichungen
- Espace sonore – espace silencieux: 12.1.-16.2.1984 Eberhard Blum; 29.2.-5.4.1984 Thomas Kapielski; 18.4.-18.5.1984 Julius; 24.5.-21.6.1984 Thomas Schliesser, hrsg. von Ursula Block, Paris: Goethe-Institut, 1983.
- Broken Music: Artists' Recordworks, hrsg. von Ursula Block und Michael Glasmeier, Ausstellungskatalog, daadgalerie Berlin, Gemeentemuseum Den Haag, Le Magasin Grenoble, Berlin: Berliner Künstlerprogramm des DAAD & gelbe Musik Berlin, 1989.
- „Broken Music oder His Master's Voice“, in: Broken Music: Artists' Recordworks, hrsg. von Ursula Block und Michael Glasmeier, Ausstellungskatalog, daadgalerie Berlin, Gemeentemuseum Den Haag, Magasin Grenoble, Berlin: Berliner Künstlerprogramm des DAAD & gelbe Musik Berlin, 1989, S. 10–17.
- (mit Werner Durand und Christoph Metzger) „Sound Bar zur Ausstellung Conceptualisms“, in: Conceptualisms in Musik, Kunst und Film, hrsg. von Christoph Metzger, Saarbrücken: PFAU-Verlag, 2003, S. 229–236.